# Alhaurín de la Torre (ort)
Alhaurín de la Torre är en ort i Spanien.   Den ligger i provinsen Provincia de Málaga och regionen Andalusien, i den södra delen av landet, 400 km söder om huvudstaden Madrid. Alhaurín de la Torre ligger 93 meter över havet och antalet invånare är 35 114.
Terrängen runt Alhaurín de la Torre är kuperad åt sydväst, men åt nordost är den platt. Runt Alhaurín de la Torre är det tätbefolkat, med 356 invånare per kvadratkilometer. Närmaste större samhälle är Málaga, 14,0 km öster om Alhaurín de la Torre. Trakten runt Alhaurín de la Torre består till största delen av jordbruksmark.